# Dacrycarpus compactus
Dacrycarpus compactus är en barrträdart som först beskrevs av Jacob Wasscher, och fick sitt nu gällande namn av De Laub.. Dacrycarpus compactus ingår i släktet Dacrycarpus, och familjen Podocarpaceae. IUCN kategoriserar arten globalt som livskraftig. Inga underarter finns listade i Catalogue of Life.